# بخش مرکزی شهرستان کنگاور
بخش مرکزی شهرستان کنگاور تنها بخش تابعه شهرستان کنگاور در استان کرمانشاه در غرب ایران است.

## تقسیمات کشوری
- بخش مرکزی
  - دهستان خزل غربی
  - دهستان فش
  - دهستان کرماجان
  - دهستان گودین
  - دهستان قزوینه

شهرها: کنگاور

## جمعیت
بنابر سرشماری مرکز آمار ایران، جمعیت بخش مرکزی شهرستان کنگاور در سال ۱۳۸۵ برابر با ۸۰۳۵۴ نفر بوده است.